# Корчагина, Александра Михайловна
Александра Михайловна Корчагина (род. 10 июля 1998, Новосибирск) — российская гимнастка. Мастер спорта России международного класса и член сборной команды России по художественной гимнастике (групповые упражнения): трехкратная чемпионка России, многократная чемпионка этапов Гран-При, абсолютная победительница тестовых соревнований первых Европейских игр, пятикратная чемпионка Кубка мира, бронзовый призёр и двукратная чемпионка 29-й Всемирной Летней Универсиады, гимнастка мирового класса по версии FIG. Основатель онлайн клуба PROкачайСЕБЯ.

## Биография
Родилась 10 июля 1998 года в Новосибирске. С 2000 года живёт в Москве.
Художественной гимнастикой начала заниматься в 8 лет. В 14 лет попала в молодёжную сборную Москвы. Выступала про программе групповых упражнений и выиграла своё первое золото Первенства России.
В 15 лет начала выступать в основном составе сборной России, в этом же возрасте выполнила звание Мастера спорта России и Мастера спорта России международного класса.
С 2014 по 2017 год выступала на крупных международных турнирах, в том числе на Гран-При и Кубках Мира:
- Кубок России Казань (Россия) 2014 — золото;
- Гран-При Москва (Россия) 2014 — 3 золота;
- Гран-При Тие (Франция) 2014 — 2 золота;
- Кубок Мира Штутгарт (Германия) 2014 — 3 золота;
- Гран-При Холон (Израиль) 2014 — 2 золота и серебро;
- Гран-При Москва (Россия) 2015 — 2 золота и серебро;
- Кубок Мира Пезаро (Италия) 2015 — золото;
- Кубок Мира Лиссабон (Португалия) 2015 — золото;
- Пробные Европейские игры Баку (Азербайджан) 2015 — 3 золота;
- Чемпионат России Казань (Россия) 2016 — золото и серебро;
- Кубок России Пенза (Россия) 2016 — серебро;
- 11й международный турнир «Yaroslavl Spring» Ярославль (Россия) 2017 — золото;
- «6ht ZHONG LING CUP» Пекин (Китай) 2017 — золото.

В 2017 году окончила профессиональную карьеру победой на 29-й Всемирной Летней Универсиаде в Тайбэе (2 золота и бронза).
В конце 2018 года получила свидетельство об окончании ГБУ «Спортивная школа Олимпийского резерва № 74».
Осенью 2017 года Александра работала тренером итальянского клуба по художественной гимнастике «IRIS» (Флоренция, Италия). С 2018 года является тренером по основному направлению «stretching».
В 2019 году с красным дипломом закончила НГУ им. П. Ф. Лесгафта (специальность «Физическая культура»).
В 2019 году открыла свой клуб Stretch It Easy CLUB, который в 2024 году преобразовала в закрытый онлайн клуб PROкачайСЕБЯ, где делится с участниками тренировками в записи по разным направлениям фитнеса и полезными авторскими рецептами.
С 2019 года Александра является амбассадором благотворительного Фонда «Футболка дарит жизнь», в рамках которого ездит в больницы и детские дома, общается с детьми, которым нужна поддержка, проводит для них спортивные мероприятия.
С сентября 2021 года является ведущей авторской программы «Шпагат» на телеканале «Живи».
В 2023 году гимнастка получила диплом с отличием о втором высшем образовании по специальности «Юриспруденция» в Государственном Университете Управления (ГУУ). В конце того же года вышла замуж. В 2025 году получила еще один диплом о профессиональной переподготовке по направлению «Превентивная нутрициология» академии NSA. 
В настоящее время Александра активно ведет свои странички в социальных сетях, в том числе блог в Telegram, продвигает видео блоги на платформах YouTube и RUTUBE, сотрудничает с компанией Yamaguchi, участвуя в их марафонах и рекламных роликах, а также с большим энтузиазмом занимается развитием своей тренерской карьеры.